# Parlamentswahl in Afghanistan 2018
Die Parlamentswahl in Afghanistan 2018 fand am 20. Oktober und zum Teil noch am 21. Oktober 2018 statt. Gewählt wurde das Unterhaus des afghanischen Zweikammer-Parlaments, die Wolesi Dschirga. Die Wahl erfolgte drei Jahre später als ursprünglich vorgesehen.

## Vorgeschichte

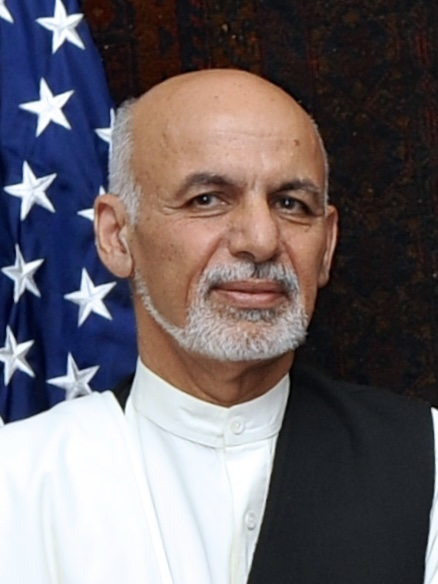
Präsident Aschraf Ghani

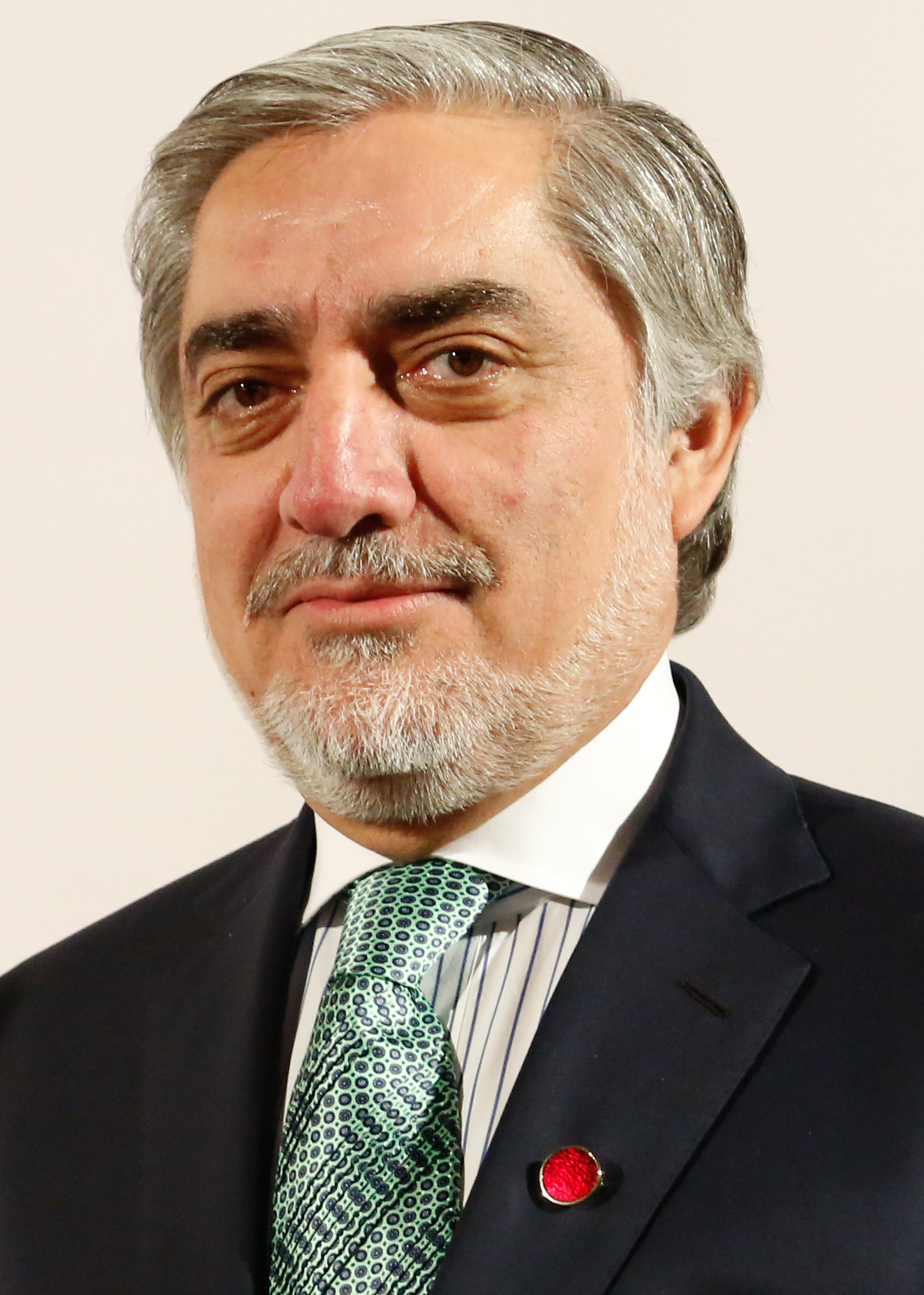
Regierungschef Abdullah Abdullah

Die vorangegangene Parlamentswahl in Afghanistan fand am 18. September 2010 statt. Nach der afghanischen Verfassung sind Parlamentswahlen alle fünf Jahre vorgesehen. Der Grund, weswegen die Wahl erst drei Jahre später stattfand, lag darin, dass es langdauernde Differenzen über den Wahlmodus gab.
Im Jahr 2014 hatte es nach der Präsidentschaftswahl in Afghanistan Streitigkeiten über den Wahlsieger zwischen den beiden Hauptkontrahenten Abdullah Abdullah und Aschraf Ghani gegeben. Während Abdullah in der ersten Wahlrunde noch 13 Prozent vor Ghani lag, erreichte Ghani in der Stichwahl überraschend die Mehrheit. Dieses Ergebnis wollten die Anhänger Abdullahs nicht anerkennen und vermuteten Wahlbetrug. Auch von internationalen Beobachtern wurde der Wahlprozess als höchst mangelhaft und durch vielfachen Wahlbetrug gekennzeichnet, kritisiert. Wahlbetrug sei von verschiedener Seite begangen worden, aber Ghani habe am meisten davon profitiert. Letztlich einigten sich beide Kontrahenten nach Vermittlung von US-Außenminister John Kerry auf eine Teilung der exekutiven Macht. Aschraf Ghani wurde Präsident und Abdullah Abdullah wurde Premierminister – ein Amt, das es zuvor nicht gab, da der Präsident selbst die Regierungsgeschäfte führte. Die neu gebildete Regierung war eine Koalitionsregierung aus verschiedenen politischen Gruppierungen. Mit der nominellen Einigung waren die Streitpunkte allerdings nicht beseitigt, sondern setzten sich in der neuen Regierung fort. Die Anhänger Ghanis beklagten sich, dass sie durch politische Erpressung zu einer Koalitionsregierung gezwungen worden seien, da die Abdullah-Parteigänger andernfalls mit Unruhen drohten. Die Anhänger Abdullahs behaupteten, durch Wahlbetrug um den Wahlsieg gebracht worden zu sein. Aufgrund der Uneinigkeit blieben wichtige Ämter, wie das des Verteidigungsministers, des Generalstaatsanwalts und des vorsitzenden Richters am Obersten Gericht Afghanistans längere Zeit unbesetzt, da man keine gemeinsamen Kandidaten finden konnte.
Zu einer zentralen Streitfrage wurde auch das Wahlrecht zum Parlament. Die Koalitionsregierung war sich weitgehend einig, dass das bisherige Wahlsystem der Nicht übertragbaren Einzelstimmgebung (SNTV) ersetzt werden solle. Bei dem SNTV-Wahlsystem geben Wähler eine einzige Stimme für einen Kandidaten in einem Wahlkreis ab, in dem mehrere Kandidaten gewählt werden. Das SNTV-Wahlsystem ermöglicht im Gegensatz zum Wahlsystem in Einpersonen-Wahlkreisen theoretisch auch eine Repräsentation von Minderheiten (in einem Fünfpersonen-Wahlkreis ist auch der Kandidat mit der fünfthöchsten Stimmenzahl gewählt). Es hängt aber sehr stark von der Zahl der Kandidaten ab. Kandidieren sehr viele Einzelpersonen, reicht unter Umständen schon eine sehr geringe Stimmenzahl, um gewählt zu werden. Das führte beispielsweise bei der Parlamentswahl 2005 dazu, dass von den 33 in der Provinz Kabul gewählten Abgeordneten 21 jeweils weniger als 1 Prozent der Stimmen erhalten hatten. Bei der Parlamentswahl 2010 erhielt der führende Kandidat in diesem Wahlkreis gerade einmal 3,6 Prozent der Stimmen. Das SNTV-Wahlsystem behinderte nach Ansicht politischer Analysten außerdem die Ausbildung landesweiter politischer Parteien und begünstigte Kandidaten, die regionale und ethnische Interessen vertreten.
In der Regierung gab es keine Einigkeit, wie die Wahlsystemreform vonstattengehen und unter wessen Regie sie durchgeführt werden sollte. Von einigen wurde ein einfaches Mehrheitswahlrecht in Einpersonenwahlkreisen präferiert. Jedoch warf dieses Modell einige Probleme auf, beispielsweise hinsichtlich der vorgeschriebenen Frauenquote. Nachdem das Ende der fünfjährigen Legislaturperiode immer näher rückte und keine Einigkeit über das Wahlverfahren in Sicht war, verlängerte Präsident Ghani am 16. Juni 2015 per Präsidialerlass die Amtszeit des Parlaments bis auf weiteres. Die Verfassungsmäßigkeit dieses Akts wurde allerdings angezweifelt.
Im September 2016 einigte sich die Regierung auf ein neues Wahlgesetz, das aber in einigen Aspekten sehr unscharf formuliert war und daher viele Fragen offenließ. Im November 2016 wurde eine neue Unabhängige Wahlkommission zur Organisation künftiger Wahlen ernannt.

## Wahlprozess

Gewählte Abgeordnete nach Provinzen

Die Wolesi Dschirga umfasst 250 Abgeordnete. 10 Abgeordnetensitze sind für Nomaden, die Kutschi, reserviert und ein weiterer Sitz für die Sikh- und Hindu-Gemeinschaft in Afghanistan. Die 239 in den Provinzen gewählten Abgeordneten verteilen sich auf die Provinzen wie folgt:
Badachschan 9

Badghis 4

Baglan 8

Balch 11

Bamiyan 4

Chost 5

Daikondi 4

Dschuzdschan 5

Farah 5

Faryab 9

Ghazni 11

Ghor 6

Helmand 8

Herat 17

Kabul 33

Kandahar 11

Kapisa 4

Kunar 4

Kunduz 9

Laghman 4

Lugar 4

Nangarhar 14

Nimrus 2

Nuristan 2

Paktia 5

Paktika 4

Pandschschir 2

Parwan 6

Samangan 4

Sar-i Pul 5

Tachar 9

Urusgan 3

Wardak 5

Zabul 3
Wahlberechtigt waren alle mindestens 18 Jahre alten Afghanen, die sich für die Wahl registriert hatten. Die Registrierung erfolgte nach einem neu eingeführten biometrischen System, um Wahlbetrug zu verhindern. Die Wähler wurden dabei mittels Foto und Fingerabdruck elektronisch registriert und ihre Identität wurde bei der Wahl mittels elektronischer Geräte erneut verifiziert. Nach Angaben der Wahlkommission registrierten sich vom 14. April bis 6. Juli 2018 8.918.107 Personen (3.067.918 Frauen und 5.681.592 Männer). Dies entsprach etwa drei Vierteln der geschätzt etwa 12 Millionen potentiell Wahlberechtigten.
Nachdem es zeitliche Verzögerungen aufgrund der biometrischen Wähleridentifizierung gegeben hatte und nicht alle Wahllokale rechtzeitig hatten öffnen können, verlängerte die Unabhängige Wahlkommission den Zeitraum, in dem die Wähler ihre Stimmen abgeben konnten, zum Teil noch bis zum Folgetag (21. Oktober 2018). Die Wahlbeteiligung wurde am 20. Oktober 2018 auf mindestens 3 Millionen geschätzt, was angesichts der vielfachen Probleme und der angespannten Sicherheitslage als relativ hoch bewertet wurde.
Die Wahl in der Provinz Kandahar wurde um eine Woche verschoben, nachdem am 18. Oktober 2018 bei einem Angriff der radikalislamischen Taliban im Gouverneurspalast in Kandahar der Polizeichef der Provinz, der Geheimdienstchef von Kandahar und ein Journalist getötet wurden. Der Gouverneur der Provinz Kandahar wurde zudem schwer verletzt. Am 27. Oktober 2018 wurde auch in Kandahar gewählt. Trotz Drohungen der Taliban kam es zu keinen größeren Zwischenfällen.

Prozentanteil von Frauen an den registrierten Wählern nach Provinzen (landesweiter Durchschnitt: 34,4 %)

| Nr     | Provinz      | Männer    | Frauen    | Kutschi | Hindus/Sikhs | Gesamt    |
| ------ | ------------ | --------- | --------- | ------- | ------------ | --------- |
| 1      | Kabul        | 1.033.560 | 534.274   | 71.506  | 269          | 1639.609  |
| 2      | Parwan       | 141.054   | 73.161    | 1.167   | 0            | 215.382   |
| 3      | Lugar        | 62.328    | 23.345    | 10.298  | 0            | 95.971    |
| 4      | Kapisa       | 103.447   | 44.640    | 13.651  | 0            | 161.738   |
| 5      | Pandschschir | 44.355    | 31.817    | 0       | 0            | 76.172    |
| 6      | Wardak       | 103.870   | 28.419    | 2.046   | 0            | 134.335   |
| 7      | Balch        | 238.327   | 193.106   | 4.906   | 0            | 436.339   |
| 8      | Dschuzdschan | 47.028    | 63.396    | 223     | 0            | 110.647   |
| 9      | Faryab       | 108.333   | 83.372    | 38      | 0            | 191.743   |
| 10     | Sar-i Pul    | 68.643    | 66.126    | 964     | 0            | 135.733   |
| 11     | Samangan     | 69.793    | 60.042    | 60      | 0            | 129.895   |
| 12     | Kandahar     | 483.749   | 73.595    | 10.262  | 2            | 567.608   |
| 13     | Zabul        | 55.768    | 9.801     | 4.558   | 0            | 70.127    |
| 14     | Urusgan      | 56.403    | 2.651     | 254     | 0            | 59.308    |
| 15     | Helmand      | 266.496   | 39.249    | 2.858   | 5            | 308.608   |
| 16     | Nimrus       | 65.538    | 29.377    | 654     | 0            | 95.569    |
| 17     | Paktia       | 230.564   | 159.647   | 4.629   | 0            | 394.840   |
| 18     | Paktika      | 147.042   | 36.209    | 3.360   | 0            | 186.611   |
| 19     | Chost        | 181.987   | 64.210    | 5.896   | 6            | 252.099   |
| 20     | Ghazni       | 34.434    | 21.357    | 2.081   | 79           | 57.951    |
| 21     | Herat        | 306.820   | 246.478   | 1.672   | 0            | 554.970   |
| 22     | Farah        | 43.098    | 23.390    | 579     | 0            | 67.067    |
| 23     | Ghor         | 85.090    | 53.537    | 151     | 0            | 138.778   |
| 24     | Badghis      | 50.199    | 26.732    | 2.125   | 0            | 79.056    |
| 25     | Kundus       | 113.009   | 63.225    | 149     | 0            | 176.383   |
| 26     | Badachschan  | 182.900   | 132.365   | 210     | 0            | 315.475   |
| 27     | Tachar       | 160.234   | 140.530   | 335     | 0            | 301.099   |
| 28     | Baghlan      | 247.958   | 174.647   | 7.568   | 43           | 430.216   |
| 29     | Bamiyan      | 82.061    | 83.802    | 0       | 0            | 165.863   |
| 30     | Daikondi     | 76.562    | 93.478    | 1       | 0            | 170.041   |
| 31     | Nangarhar    | 525.072   | 255.301   | 11.535  | 174          | 792.082   |
| 32     | Kunar        | 106.080   | 60.983    | 345     | 0            | 167.408   |
| 33     | Nuristan     | 48.522    | 26.474    | 0       | 0            | 74.996    |
| 34     | Laghman      | 111.267   | 49.182    | 3.934   | 5            | 164.388   |
| Gesamt | Gesamt       | 5.681.591 | 3.067.918 | 168.015 | 583          | 8.918.107 |

## Kandidaten und Parteien
Bei der Wahl bewarben sich 2565 Kandidaten (2148 Männer, 417 Frauen). 205 Kandidaten (etwa 8 %) gehörten erklärtermaßen politischen Parteien an und der Rest waren Parteilose. Die folgende Tabelle listet die wichtigsten Parteien auf.
| Name                                                                                       | Parteiführer             | Bild | Ideologische Ausrichtung          | Gewonnene Mandate 2010 |
| ------------------------------------------------------------------------------------------ | ------------------------ | ---- | --------------------------------- | ---------------------- |
| Dschamiat-i Islāmi (Islamische Vereinigung) جمعيت اسلامی افغانستان                         | Salahuddin Rabbani       |      | islamistisch                      | 23                     |
| Islamische Einheitspartei Afghanistans حزب وحدت اسلامی افقانستان                           | Hadschi Mohammed Mohaqiq |      | Hazara-Interessenpartei           | 11                     |
| Partei der Islamischen Einheit (Hezb-e Wahdat) حزب وحدت                                    | Karim Chalili            |      | schiitisch-islamistisch (Hazara)  | 7                      |
| Republikanische Partei (Hezb-e Dschamhuri) حزب جمهوری خواهان افغانستان                     | Sebghatullah Sandschar   |      | liberal-säkularistisch            | 9                      |
| Nationale Islamische Bewegung (Dschunbisch-i Melli-yi Islāmi-ye) جنبش ملی اسلامی افغانستان | Abdul Raschid Dostum     |      | säkularistische usbekische Partei | 10                     |

## Sicherheitslage

Sicherheitslage nach Distrikten im Jahr 2017:
Vollständig unter Taliban-Kontrolle
Mindestens 2 Anschläge pro Woche
Mind. 3 Anschläge pro Monat
1 Anschlag alle 3 Monate
Vollständig unter Regierungskontrolle

Ein gravierendes Problem stellt die notorisch angespannte Sicherheitslage dar. Im Vierteljahresbericht des US-amerikanischen Sonderinspekteurs für den Wiederaufbau Afghanistans (SIGAR, Special Inspector General for Afghanistan Reconstruction) vom 30. Juli 2018 waren von den 407 Distrikten Afghanistans 229 unter Kontrolle der Regierung (74 unter direkter Regierungskontrolle, 155 unter ihrem Einfluss), 59 unter Taliban-Kontrolle und die restlichen 119 zwischen Regierungstruppen und Taliban umkämpft. Die entsprechenden Zahlen für die Bevölkerung waren 65 %, 12 % und 23 %. Die Taliban riefen zum Boykott der Wahl, die sie als ausländische Verschwörung bezeichneten, auf. Nach örtlichen Medienberichten waren etwa 70.000 Angehörige der Sicherheitskräfte am Wahltag im Einsatz, um den ordnungsgemäßen Ablauf der Wahl zu gewährleisten. Seit Juli 2018 wurden 10 Kandidaten bei gewalttätigen Auseinandersetzungen oder Anschlägen getötet.
Am Wahltag ereignete sich ein Selbstmordanschlag in Kabul, der 15 Todesopfer (5 Polizisten und 10 Zivilisten) forderte. Insgesamt gab es landesweit am Wahltag nach Regierungsangaben etwa 200 Anschläge mit 36 Todesopfern, darunter 27 Zivilisten. Am Folgetag, an dem teilweise auch noch gewählt wurde, explodierte eine Bombe an einem Straßenrand im Distrikt Atschin in der Provinz Nangarhar, die 11 Todesopfer forderte.

## Ergebnisse
Erste vorläufige Ergebnisse der Wahl wurden am 20. November 2018 erwartet. Allerdings zog sich die gesamte Auszählung über ein halbes Jahr bis Mitte Mai 2019 hin.
Im Dezember 2018 erklärte die Unabhängige Wahlbeschwerdekommission IECC alle in der Provinz Kabul abgegebenen Stimmen für ungültig. Als Gründe wurden unter anderem massive Wahlfälschung und eine mangelhafte Durchführung der Wahl durch die Unabhängige Wahlkommission angegeben.
Im Februar 2019 waren die Gewinner für nur etwa ein Drittel der 250 Sitze im Parlament bestätigt. Erst am 15. Mai 2019 wurden die Wahlergebnisse für die Provinz Kabul bekannt gegeben.
Am 26. April 2019 wurde das neue Parlament eröffnet. 33 der 249 Abgeordnetensitze blieben zunächst unbesetzt, da hier Vorwürfe des Wahlbetrugs im Raum standen. Die Unabhängige Wahlkommission gab bisher (Stand Juni 2019) keine Ergebnisse bekannt, die eine Zuordnung der Abgeordneten zu politischen Parteien erlauben. Bei den veröffentlichten Einzelergebnissen zeigte sich erneut der Effekt des SNTV-Wahlsystem, insofern als auch Kandidaten mit sehr niedrigem Stimmenanteil gewählt wurden. Beispielsweise erhielt im Wahlkreis Kabul der mit der niedrigsten Stimmenzahl gewählte Kandidat 1149 Stimmen (0,2 Prozent).